# Vương Thanh Hiến
Vương Thanh Hiến (tiếng Trung giản thể: 王清宪, bính âm Hán ngữ: Wáng Qīng Xiàn), sinh tháng 7 năm 1963, một người Hán, chính trị gia nước Cộng hòa Nhân Dân Trung Hoa. Ông là Ủy viên Ủy ban Trung ương Đảng Cộng sản Trung Quốc khóa XX, hiện là Phó Bí thư Tỉnh ủy, Bí thư Đảng tổ, Tỉnh trưởng Chính phủ Nhân dân tỉnh An Huy. Ông nguyên là Thường vụ Tỉnh ủy Sơn Đông, Bí thư Thành ủy thành phố Thanh Đảo; Thư ký trưởng Tỉnh ủy, Bộ trưởng Bộ Tuyên truyền Tỉnh ủy Sơn Đông; Thường vụ Tỉnh ủy, Bộ trưởng Bộ Tuyên truyền Tỉnh ủy Sơn Tây.
Vương Thanh Hiến là Đảng viên Đảng Cộng sản Trung Quốc, học vị Tiến sĩ Kinh tế học, Nghiên cứu sinh, Ký giả cao cấp. Sự nghiệp của ông xuất phát điểm là ngành báo chí rồi chuyển sang chính quyền địa phương, từng ở Hắc Long Giang, Sơn Tây, Sơn Đông, và An Huy.

## Xuất thân và giáo dục
Vương Thanh Hiến sinh tháng 7 năm 1963 tại huyện Vĩnh Niên, tỉnh Hà Bắc, Cộng hòa Nhân dân Trung Hoa. Ông lớn lên vào theo học phổ thông tại quê nhà. Tháng 9 năm 1979, Vương Thanh Hiến tới thành phố Thiên Tân, trúng tuyển Đại học Nam Khai, theo học chuyên ngành Triết học của Khoa Triết Nam Khai. Ông tốt nghiệp Cử nhân Triết học vào tháng 7 năm 1983. Giai đoạn từ tháng 9 năm 1987 đến 07 năm 1990, ông theo học tại hệ Báo chí, Viện Nghiên cứu của Viện Khoa học xã hội Trung Quốc, nhận bằng Thạc sĩ Pháp luật. Tháng 9 năm 2000, ông tham gia chuyên ngành Kinh tế Quốc dân tại Khoa Sau đại học về Chính sách và Hành chính công của Viện Khoa học xã hội, bảo vệ thành công luận án và nhận bằng Tiến sĩ Kinh tế học vào tháng 7 năm 2003. Vương Thanh Hiến được kết nạp Đảng Cộng sản Trung Quốc vào tháng 8 năm 1986. Từ tháng 4 năm 2011 đến tháng 2 năm 2013, ông tham gia Lớp đào tạo cán bộ thanh niên, trung niên của Trường Đảng Trung ương Đảng Cộng sản Trung Quốc.

## Sự nghiệp

### Thời kỳ báo chí
Tháng 7 năm 1983, sau khi tốt nghiệp đại học, ông được tuyển dụng ở tỉnh Hắc Long Giang, về làm trợ lý ký giả tại Nhật báo Hắc Long Giang, công tác ở đây bốn năm (1983 – 1987). Tháng 7 năm 1990, ông được phân công làm Biên tập viên của Bộ Kinh tế, Nhân Dân nhật báo, chức vụ Chủ nhiệm Ký giả. Tháng 5 năm 1996, ông được bổ nhiệm làm Phó Tổng biên tập Báo Cải cách Trung Quốc, cấp hàm phó ty, phó huyện; được thăng cấp thành Tổng biên tập Báo Thông tin Trung Quốc vào tháng 1 năm 2000.

### Tổ chức địa phương

#### Sơn Tây
Tháng 9 năm 2004, Vương Thanh Hiến được điều chuyển tới công tác ở tỉnh Sơn Tây, chính thức công tác ở địa phương. Ông nhậm chúc Phó Thư ký trưởng Chính phủ Nhân dân tỉnh Sơn Tây, Chủ nhiệm Phòng Nghiên cứu. Đến tháng 2 năm 2006, ông nhậm chức Phó Bộ trưởng thường vụ Bộ Tuyên truyền Tỉnh ủy Sơn Tây. Tháng 1 năm 2008, ông trở lại Sảnh Văn phòng Chính phủ tỉnh, được bầu làm Bí thư Đảng tổ, rồi giữ chức Thư ký trưởng Chính phủ tỉnh Sơn Tây từ tháng 2. Tháng 1 năm 2011, Vương Thanh Hiến được điều tới địa cấp thị Tấn Thành, nhậm chức Phó Bí thư Thị ủy, Quyền Thị trưởng rồi Thị trưởng Chính phủ Nhân dân địa cấp thị Tấn Thành. Sau đó, tháng 2 năm 2013, ông được điều sang làm Phó Bí thư Thị ủy, Thị trưởng địa cấp thị Vận Thành. Trong thời gian này, ông cũng được phân công phụ trách Thị ủy Vận Thành trong giai đoạn chuyển giao 2014 – 2015. Đến tháng 5 năm 2016, ông được bổ nhiệm làm Bí thư Thị ủy Lữ Lương. Tháng 11 cùng năm, ông được bầu vào Thường vụ Tỉnh ủy, nhậm chức Bộ trưởng Bộ Tuyên truyền Tỉnh ủy Sơn Tây, cấp hàm phó tỉnh, phó bộ.

#### Sơn Đông
Tháng 11 năm 2017, Trung ương điều chuyển Vương Thanh Hiến tới tỉnh Sơn Đông, vào Ban thường vụ Tỉnh ủy, nhậm chức Bộ trưởng Bộ Tuyên truyền Tỉnh ủy Sơn Đông. Đến tháng 4 năm 2018, ông chuyển sang làm Thư ký trưởng Tỉnh ủy Sơn Đông. Tháng 1 năm 2019, Trung ương quyết định bổ nhiệm ông làm Bí thư Thành ủy thành phố Thanh Đảo – một thành phố cấp phó tỉnh đặc biệt của tỉnh Sơn Đông và Trung Quốc. Ông lãnh đạo Thanh Đảo trong giai đoạn 2019 – 2021.

#### An Huy
Tháng 1 năm 2021, Trung ương xem xét và quyết định điều chuyển Vương Thanh Hiến tới tỉnh An Huy, vào Ban thường vụ, nhậm chức Phó Bí thư Tỉnh ủy, Bí thư Đảng tổ, Quyền Tỉnh trưởng Chính phủ Nhân dân tỉnh An Huy. Ngày 01 tháng 2 năm 2021, Nhân Đại An Huy họp, quyết định bầu Vương Thanh Hiến làm Tỉnh trưởng Chính phủ Nhân dân tỉnh An Huy, kế nhiệm Lý Quốc Anh. Cuối năm 2022, ông tham gia Đại hội Đảng Cộng sản Trung Quốc lần thứ XX từ đoàn đại biểu An Huy. Trong quá trình bầu cử tại đại hội, ông được bầu là Ủy viên Ủy ban Trung ương Đảng Cộng sản Trung Quốc khóa XX.

## Tác phẩm
Trong quá trình công tác, Vương Thanh Hiến cũng tham gia khoa học xã hội, với một số tác phẩm:
- Vương Thanh Hải (1993), Suy tư về cải cách nhà ở của Trung Quốc [中国房改忧思录], Nhà xuất bản Văn nghệ Giang Tô. ISBN 978-7-5399-0474-0
- Vương Thanh Hải (1997), Lý thuyết về vận hành tư bản [资本运营论], Nhà xuất bản Nhân dân Nội Mông Cổ.